# Nan Tientempel
Nan Tientempel is een boeddhistisch tempelcomplex in het Australische Berkeley, een voorstad van Wollongong, 80 km ten zuiden van Sydney.
De Nan Tientempel is een tempel van de boeddhistische vereniging Fo Guang Shan. De tempel is een van de grootste boeddhistische tempels in het zuidelijk halfrond.

## Geschiedenis
De tempel werd gebouwd in opdracht van Fo Guang Shan In 1995 was de tempel klaar. De plaats van tempel was gekozen door de hoge monnik Hsing Yun. Het land van de tempel is gedoneerd door de Australische overheid.